# Desert Rose (Chris Hillman)
Desert Rose è un album di Chris Hillman, pubblicato dalla Sugar Hill Records nel 1984.

## Tracce
Lato A
1. Why You Been Gone so Long – 2:50 (Mickey Newbury)
2. Somebody's Back in Town – 2:34 (Don Helms, Teddy Wilburn, Doyle Wilburn)
3. Wall Around Your Heart – 4:01 (Don Reno, Red Smiley, B. Smith)
4. Rough and Rowdy Ways – 2:10 (Jimmie Rodgers)
5. Desert Rose – 2:50 (Chris Hillman, Bill Wildes)

Durata totale: 14:25
Lato B
1. Running the Roadblocks – 2:23 (Chris Hillman, Peter Knobler)
2. I Can't Keep You in Love with Me – 2:50 (Charlie Louvin, Ira Louvin)
3. Treasure of Love – 2:22 (George Jones, J.P. Richardson)
4. Ashes of Love – 3:12 (Jack Anglin, Jim Anglin, Johnnie Wright)
5. Turn Your Radio On – 2:31 (Dick Cooper, Chris Hillman, Roger McGuinn)

Durata totale: 13:18

## Musicisti
- Chris Hillman - voce solista, chitarra ritmica, mandolino
- Herb Pedersen - armonie vocali, chitarra ritmica
- Herb Pedersen - banjo (brano: Desert Rose)
- James Burton - chitarra elettrica (brani: Wall Around Your Heart, Running the Roadblocks e Ashes of Love)
- Bob Waford - chitarra elettrica (brani: Why You Been Gone so Long, Somebody's Back in Town e I Can't Keep You in Love with Me)
- Bernie Leadon - armonie vocali (brani: Desert Rose e Turn Your Radio On)
- Bernie Leadon - banjo (brano: Turn Your Radio On)
- Bernie Leadon - mandola (brano: Desert Rose)
- Bernie Leadon - chitarra elettrica (brani: Rough & Rowdy Ways e Treasure of Love)
- Jay Dee Maness - chitarra steel
- Byron Berline - fiddle (brani: Somebody's Back in Town, Desert Rose, I Can't Keep You in Love with Me e Treasure of Love)
- Ray Park - fiddle (brano: Turn Your Radio On)
- Al Perkins - dobro (brani: Rough & Rowdy Ways e Desert Rose)
- Glen D. Hardin - pianoforte
- Jerry Scheff - basso elettrico, basso acustico
- Ron Tutt - batteria

Note aggiuntive
- Al Perkins - produttore
- Registrato al Peace in the Valley Studios di Hollywood, California
- Joe Bellamy - ingegnere del suono
- Masterizzato al A&M Records da Arnie Acosta